# De la Savane (metrostation)
De la Savane is een metrostation in het stadsdeel Côte-des-Neiges–Notre-Dame-de-Grâce van de Canadese stad Montréal. Het station werd geopend op 9 januari 1984 en wordt bediend door de oranje lijn van de metro van Montréal.